# Feuererlaubnis
Der militärische Begriff Feuererlaubnis wird im Rahmen der Feuerregelung für die Flugabwehr und die Fliegerabwehr aller Truppen (zu Lande) in Form von Befehlen benutzt. Die Feuererlaubnis erlaubt den Beschuss von Luftfahrzeugen, sofern sie nicht als eigene Flugzeuge erkannt worden sind, erhöht somit also die Gefahr des sogenannten Friendly Fire.
Bei der Bedingten Feuererlaubnis darf nur gegen als feindlich erkannte Luftfahrzeuge das Feuer eröffnet werden, und auch nur, wenn dadurch keine eigenen Luftfahrzeuge gefährdet werden. Die Bedingte Feuererlaubnis gilt als ständige Feuerregelung für den Flugzielbeschuss durch Flugabwehrtruppen, denen die einwandfreie Identifizierung durch Freund-Feind-Erkennungssysteme (IFF) und intensivere Ausbildung leichter möglich ist.

Im Gegensatz dazu steht das Feuerverbot, das die Bekämpfung von Luftfahrzeugen außer zur unmittelbaren Selbstverteidigung (wenn diese die eigene Truppe angreifen) untersagt. Feuerverbot ist die grundsätzliche Feuerregelung für die Fliegerabwehr aller Truppen (zu Lande), um nicht durch Feuereröffnung feindliche Luftfahrzeuge auf eigene Stellungen aufmerksam zu machen. 
Im Rahmen der Feuerregelung werden Feuererlaubnis oder Feuerverbot grundsätzlich gemeinsam mit dem Grad der Bereitschaft zur Fliegerabwehr (für alle Truppen) oder der Senderegelung für Radar (für die Flugabwehrtruppen) befohlen. („Feuerbereitschaft zur Fliegerabwehr, Feuerverbot!“; „Sendeverbot für Radar, Bedingte Feuererlaubnis zur Flugabwehr!“)
Um Missverständnisse zu vermeiden, werden die Begriffe ausschließlich für die Regelung des Feuers der Luftabwehr genutzt. Für den Feuerkampf von Artillerie oder Kampftruppen gelten andere Begriffe.